# 賓貝雷塔馬
15°10′3″N 4°25′52″W / 15.16750°N 4.43111°W
賓貝雷塔馬（法語：Bembéré Tama），是馬里的城鎮，位於該國中部，由莫普提區的尤瓦魯省負責管轄，面積664平方公里，海拔高度269米，2009年人口8,209，人口密度每平方公里12.36人。